# Hans Möser
Hans Karl Möser (Darmstadt, 7 aprile 1906 – Landsberg am Lech, 26 novembre 1948) è stato un militare tedesco, funzionario delle SS nella Germania nazista, prestò servizio nei campi di concentramento di Neuengamme, Auschwitz e Mittelbau-Dora. Fu catturato alla fine della guerra e processato dal tribunale del governo militare degli Stati Uniti. L'unico tra i 19 imputati al processo Dora ad essere condannato a morte, Möser fu giustiziato nella prigione di Landsberg nel 1948..

## Biografia

### Carriera nelle SS
Möser è nato a Darmstadt, in Germania. Commerciante di professione, si unì al partito nazista nell'ottobre 1929 (membro n. 155301) e alle SS nel luglio 1931 (membro n. 9555). Nel luglio 1940, Möser si unì allo staff SS del campo di concentramento di Hinzert di recente apertura, famoso per la sua brutalità, e in seguito si trasferì a Neuengamme. Dal maggio all'ottobre 1943 fu assegnato al campo di concentramento di Auschwitz III Monowitz come Kompanieführer del Wachbataillon (battaglione di guardia) nello stabilimento "Buna" della IG Farben. Alla fine di aprile 1944, fu anche Kompanieführer degli uomini di guardia al campo di Auschwitz I (Stammlager).
Si trasferì al campo centrale di Dora il 1 maggio 1944, inizialmente servendo come vice capo del campo di custodia protettiva (Schutzhaftlagerführer), e poi a luglio fu promosso a primo capo del campo di custodia protettiva. Qui commise le atrocità che lo portarono al suo successivo processo e quindi ad essere giustiziato: durante l'impiccagione dei prigionieri, per esempio, a volte faceva tagliare le corde mentre le vittime erano ancora in vita per prolungare la loro sofferenza.
Nel febbraio 1945, quando l'Armata Rossa invase le posizioni tedesche sul fronte orientale, il personale del quartier generale delle SS ad Auschwitz fu evacuato a Mittelbau-Dora. Il comandante di Auschwitz Richard Baer ed il suo staff ha rilevato il complesso di Dora e Möser è stato nuovamente nominato vice leader, questa volta sotto il comando di Franz Hössler.
Il 5 aprile 1945, mentre la 3ª divisione corazzata americana si avvicinava a Mittelbau-Dora, Möser guidò l'evacuazione forzata di oltre 3.000 prigionieri al capolinea dei treni per il trasferimento a Neuengamme. A causa della situazione bellica il treno fu invece deviato al campo di concentramento di Ravensbrück. I prigionieri furono poi condotti in una marcia della morte per l'ultima tappa del loro viaggio.

## Processo, condanna ed esecuzione

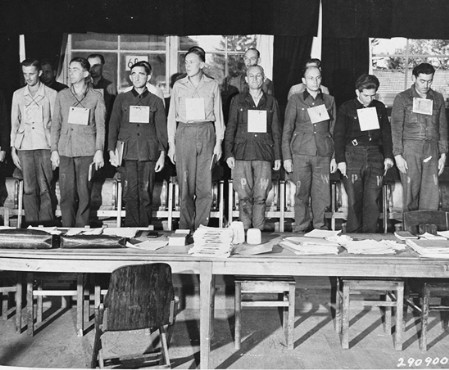
Gli imputati Dora, Hans Möser 3° da destra

Möser fu arrestato alla fine della guerra. A seguito dell'indagine della missione Fedden del giugno 1945 sulle condizioni del campo di Dora, Möser fu tra i 19 imputati processati dalla Corte del governo militare generale americano nel processo Dora (Gli Stati Uniti d'America contro Arthur Kurt Andrae et al., Caso numero 000-50-37), processo parte della serie di processi di Dachau. Il processo iniziò il 7 luglio 1947 e durò fino al 30 dicembre. Si scoprì che Möser era presente alle impiccagioni e sparava personalmente ai prigionieri durante i tentativi di fuga. A Möser fu attribuita anche la responsabilità delle marce della morte durante l'evacuazione finale di Dora. Nella sua dichiarazione di prova ha detto:
Riconosciuto colpevole, fu l'unico imputato del processo Dora condannato a morte. A seguito degli appelli, Möser fu giustiziato per impiccagione nella prigione di Landsberg il 26 novembre 1948.